# Hancz Erika
Hancz Erika (Mohács, 1979. október 24. – ) magyar régész, történész, turkológus, a PTE Bölcsészettudományi Kar, Történettudományi Intézet Régészeti Tanszékének tanszélvezető-helyettese. Elismert Szulejmán-kutató.

## Életpályája
Hancz Erika 1979. október 24-én született Mohácson.
2003-ban szerzett altajisztika szakos diplomát a Szegedi Tudományegyetemen (SZTE), valamint 2004-ben régészet szakos oklevelet. 
2007-tól 2014-ig tanársegédként oktatott a PTE Bölcsészettudományi Kar, Történettudományi Intézet Régészeti Tanszékén.

## Szervezeti tagságok
- Magyar Régész Szövetség (alapító tag)
- Castrum Bene Egyesület
- Régészeti és Művészettörténeti Társulat
- Magyar – Török Baráti Társaság
- ICOMOS egyéni tagság (2009)
- Szigetvári Várbaráti Kör
- Mohács-Beykoz Baráti Társaság

## Közéleti és tudományos tevékenységei
- 2011 Középkori és oszmán ásatások Margatban; Terepmunka Szigetváron
- 2010 Történeti kutatás, ásatás, az oszmán kerámiaanyag feldolgozásának megkezdése a szíriai Margat várában, Dr. Major Balázs megbízásából
- 2009 Török-magyar ásatás Dr. Fatih Elcillel közös vezetésben Szigetváron; Oszmán kerámiaégető kemencék ásatása, Törökország, Iznik
- 2009-2010 Vezető régészként ill. Bertók Gáborral közösen, Szigetvár környéki középkori és oszmán kori régészeti feltárások
- 2008 Salgótarján-OBI; Lussonium (Dunakömlőd) római katonai tábor; Oszmán kerámiaégető kemencék ásatása, Törökország, Iznik
- 2006 Harsánylejtő-Csúcshegy lelőhely egy nagyberuházás (lakópark) helyszínén: Örs Árpád-kori falu, őskori és római kori teleprészletek (Budapest, Óbuda)
- 2003 Kőérberek lelőhely egy nagyberuházás (lakópark) helyszínén: Kána Árpád-kori falu, őskori, népvándorlás-kori és Árpád-kori teleprészletek (Budapest, Budaörs határa, Kőérberek-Tóváros)
- 2002 Kazár (Nógrád megye), egy császárkori település

## Művei

### Könyvei
- Hancz Erika - Bertók Gábor: A 2010-es szigetvári hódoltságkori régészeti kutatások, Várak, kastélyok, templomok 2010. aug.

### Cikkei
- Hancz Erika: Nagy Szülejmán Szultán Szigetvár környéki sátorhelye, halála és síremléke az oszmán írott forrásokban/Osmanlı Kaynaklarına Göre Kanuni Sultan Süleyman’ın Sigetvar’daki Otağ yeri, Ölümü ve Türbesi. In: Mediterrán és Balkán Fórum VIII. évf. Különszám, Pécs, 2014, 55-71. Türkçe-Macarca
- Hancz Erika: Yedikule – Isztambul. Várjáró Magazin 1. évf. 1. szám, 2013 november, internetes magazin (http://www.szadvar.hu/2013/11/varjaro-magazin-1-szam-hancz-erika-yedikule-isztambul/)
- Hancz Erika: Pécs mindennapjai a török félhold alatt. Archaeologia – Altum Castrum Online. A MNM Visegrádi Mátyás Király Múzeumának Középkori Régészeti Online Magazinja, Visegrád, 2013. 1-19. old. Download: http://archeologia.hu/pecs-mindennapjai-a-torok-felhold-alatt
- Hancz, Erika – Fatih, Elcil: Excavations and Field Research in Sigetvar in 2009-2011: Focusing on Ottoman-Turkish Remains. International Review of Turkish Studies (IRTS), Special issue on Hungarian-Turkish relations Vol. 2. Issue 4, 2012 winter., pp. 74-97
- Hancz Erika – Varga Szabolcs: Pécs mindennapjai a török félhold alatt. Pannon Kultúra Alapítvány-Janus Pannonius Múzeum, Pécs, 2013 (Everyday life of Pécs in the Ottoman period/Osmanli dönemi Pécs'teki günlük hayat)
- Hancz Erika: Szigetvár az 1566. évi török hadjárat idején. A vár és a város történeti és régészeti kutatásai. In: Középkoros Régészek IV. Konferenciájának Tanulmánykötete. A Rippl-Rónai Múzeum Közleményei 2. 2013
- Ottoman ceramics from Szeged castle in Hungary. In: ..."eleinktől fogva." A 75 éves Makkay János köszöntése, Pécs, 2011.
- Kána falu üvegleletei/Glass finds from Kána village. In.: Régészeti Kutatások Magyarországon 2004.
- A szíriai Margat vára és környéke az oszmán korban (1516-1918). In.: Várak, kastélyok, templomok 2011 június
- Ibrahim Pecsevi két leírása a mohácsi csatáról. In: A küzdelemnek vége, s még sincs vége. Dunaszerdahely, 2007
- A Nagy Szülejmán szultán utolsó hadjáratát megörökítő önálló művek, az ún. Szigetvár-námék és szerzőik. In: A becsvágy igézetében, Dunaszerdahely, 2008
- Military architecture in Turkish-era Hungary. In. Exhibition on Ottoman Art. 16-17th century Ottoman art and architecture in Hungary and in the centre of the empire. Istanbul, 2010
- A Magyarországra vonatkozó krónikák helye a Nagy Szülejmán korabeli oszmán történetírásban, In: Kutatási Füzetek 13, Pécs, 2008
- A Budapest, Kőérberek-Tóváros lakópark területén végzett megelőző feltárás során előkerült üvegleletek. Glass finds from the excavation of Kőérberek-Tóváros subdivision in Budapest. In: Ripam Omnem Quaesivit 2009
- Ibrahim Peçuylu - török nyelvű szócikk, DIA Islam Ansiklopedisi 34, 2007
- Az oszmán fajansz kialakulása, magyarországi elterjedése és kutatása. In: Pécsi Történeti Katedra, Pécs, 2008
- A szegedi vár kerámiaanyaga a török korban. In: Castrum 4. szám, Budapest, 2006
- Vaday Andrea - Hancz Erika: Középkori temető és telep részlete Balassagyarmaton. In: A Nógrád Megyei Múzeumok Évkönyve 2002.